# Muziris doleschalli
Espèce
Synonymes
- Marptusa doleschallii Thorell, 1878

Muziris doleschalli est une espèce d'araignées aranéomorphes de la famille des Salticidae.

## Distribution
Cette espèce est endémique d'Ambon aux Moluques en Indonésie.

## Description
Les mâles mesurent de 7 à 8,5 mm et les femelles de 8 à 10,5 mm.

## Étymologie
Cette espèce est nommée en l'honneur de Carl Ludwig Doleschall.

## Publication originale
- Thorell, 1878 : Studi sui ragni Malesi e Papuani. II. Ragni di Amboina raccolti Prof. O. Beccari. Annali del Museo Civico di Storia Naturale di Genova, vol. 13, p. 1-317 (texte intégral).